# Nigronia serricornis
Nigronia serricornis is een insect uit de familie Corydalidae, die tot de orde grootvleugeligen (Megaloptera) behoort. De soort komt voor in het midden-zuiden van Canada en het oosten van de Verenigde Staten.